# 블랙 사바스
블랙 사바스(Black Sabbath)는 영국 버밍엄 출신의 헤비 메탈 밴드이다. 재즈나 헤비 블루스를 기초로 사람이 무서워하는 음악을 만들자는 의지하에 만들어진 그 음악성은 어둡고 무거우며 침울한 스타일이었다. 때로는 블랙 사바스란 이름을 어두운 음악성으로부터 흑마법이나 악마와 연결짓기도 하였다. 이름의 유래는 1964년 동명의 공포 영화 ‘Black Sabbath’로, 베이시스트 기저 버틀러가 붙인 것이다.
오지 오스본 재적 시절의 셀프 타이틀 Black Sabbath 앨범을 비롯하여 Paranoid, Master Of Reality, Vol.4, Sabbath Bloody Sabbath 앨범이 명반으로 꼽히며 로니 제임스 디오 재적 시절의 ‘Heaven And Hell’도 호평을 받았다, 그 후 이언 길런, 글렌 휴스 등 딥 퍼플의 보컬리스트가 블랙 사바스를 거쳐가기도 하였다. 2000년을 전후하여 오리지널 구성원으로 돌아오기도 했지만, 최근 몇 년간 새로운 앨범을 발표하지 않았다가 2013년 '13'로 다시 돌아왔다. 지난해 5월 빌 워드의 탈퇴로 인해 공석으로 남아있는 드러머 자리는 레이지 어게인스트 더 머신의 드러머 브래드 월크가 대신했다.

## 구성원

### 오리지널 구성원
- 오지 오스본(Ozzy Osbourne) - 보컬
- 토니 아이오미(Tony Iommi) - 기타
- 기저 버틀러(Geezer Butler) - 베이스
- 빌 워드(Bill Ward) - 드럼

### 전임 멤버
- 로니 제임스 디오(Ronnie James Dio) - 보컬
- 비니 어피스(Vinny Appice) - 드럼
- 이언 길런(Ian Gillan) - 보컬
- 베브 베번(Bev Bevan) - 드럼
- 데이빗 도나토(David Donato) - 보컬
- 글렌 휴즈(Glenn Hughes) - 보컬
- 제프 니콜스(Geoff Nicholls) - 키보드
- 에릭 싱어(Eric Singer) - 드럼
- 레이 길렌(Ray Gillen) - 보컬
- 데이브 스피츠(Dave Spitz) - 베이스
- 터니 마틴(Tony Martin) - 보컬
- 밥 데이즐리(Bob Daisley) - 베이스
- 조 버트(Jo Burt) - 베이스
- 테리 차임스(Terry Chimes) - 드럼
- 로렌스 코틀(Laurence Cottle) - 베이스
- 코지 파웰(Cozy Powell) - 드럼
- 토니 마틴(Tony Martin) - 보컬
- 닐 머레이(Neil Murray) - 베이스
- 바비 론디넬리(Bobby Rondinelli) - 드럼
- 브래드 윌크(Brad Wilk) - 드럼

## 음반 목록

### 오리지널 블랙 사바스 (오지 오스본)
- 1970 - ‘Black Sabbath’
- 1970 - ‘Paranoid ’
- 1971 - ‘Master of Reality’
- 1972 - ‘Black Sabbath, Vol. 4’
- 1973 - ‘Sabbath Bloody Sabbath’
- 1975 - ‘Sabotage’
- 1976 - ‘Technical Ecstasy’
- 1978 - ‘Never Say Die!’
- 1998 - ‘Reunion ’(1997 live)
- 2002 - ‘Past Lives’(1970s live)
- 2013 - ‘13’

### aka 헤븐 앤 헬 (로니 제임스 디오)
- 1980 - ‘Heaven and Hell ’
- 1981 - ‘Mob Rules’
- 1982 - ‘Live Evil’ (live)
- 1992 - ‘Dehumanizer’
- 1995 - ‘Forbidden’
- 2007 - Live from Radio City Music Hall (live as Heaven and Hell)
- 2009 - The Devil You Know (studio album as Heaven and Hell)

### 기타 보컬
- 1983 - ‘Born Again’(이언 길런 보컬)
- 1986 - ‘Seventh Star’(글렌 휴즈 보컬)
- 1987 - ‘The Eternal Idol’ (레이 길런 보컬)

### 토니 마틴 보컬
- 1989 - ‘Headless Cross’
- 1990 - ‘TYR’
- 1994 - ‘Cross Purposes’

### 컴필레이션 음반
- 1975 - ‘We Sold Our Soul for Rock 'n' Roll’
- 1996 - ‘The Sabbath Stones’
- 2002 - ‘Symptom of the Universe: The Original Black Sabbath 1970-1978’
- 2004 - ‘Black Box: The Complete Original Black Sabbath’